# Cantone di Pesmes
Il Cantone di Pesmes era una divisione amministrativa dell'arrondissement di Vesoul.
A seguito della riforma approvata con decreto del 17 febbraio 2014, che ha avuto attuazione dopo le elezioni dipartimentali del 2015, è stato soppresso.

## Composizione
Comprendeva i comuni di:
- Arsans
- Bard-lès-Pesmes
- Bresilley
- Broye-Aubigney-Montseugny
- Chancey
- Chaumercenne
- Chevigney
- La Grande-Résie
- Lieucourt
- Malans
- Montagney
- Motey-Besuche
- Pesmes
- La Résie-Saint-Martin
- Sauvigney-lès-Pesmes
- Vadans
- Valay
- Venère